# Andrij Dozenko
Andrij Mykolajowytsch Dozenko (ukrainisch Андрій Миколайович Доценко, englisch Andriy Dotsenko; * 7. Dezember 1994 in Schowtnewe, Oblast Sumy) ist ein ukrainischer Skilangläufer und vormaliger Biathlet. Er wurde 2014 Junioreneuropameister im Biathlon und startet seit 2023 im Skilanglauf.

## Sportliche Laufbahn

### Biathlon
Seinen ersten internationalen Wettkampf bestritt Andrij Dozenko im Januar 2014 im Alter von 19 Jahren bei einem IBU-Cup-Sprint in Ruhpolding. Kurz darauf nahm er an den Junioreneuropameisterschaften teil und gewann an der Seite von Julija Bryhynez, Julija Schurawok und Artem Tyschtschenko die Goldmedaille im Mixedbewerb. Bestes Individualergebnis war Platz zehn im Sprint. 2015 nahm er an den Juniorenweltmeisterschaften teil und belegte mit der Staffel den achten Rang sowie Platz 28 und 27 in Sprint und Verfolgung. Ab dem Winter 2015/16 war Dozenko regulärer Teil des IBU-Cup-Teams. Gleich in seiner ersten Saison lief er zu seinem größten Triumph, da er in Ridnaun mit der Mixedstaffel siegte und dabei als dritter Läufer, der das Team an die Spitze brachte, maßgeblich am Sieg beteiligt war. An seinen ersten Europameisterschaften nahm der Ukrainer 2017 in Duszniki-Zdrój teil, enttäuschte zwar in den Einzelrennen, verpasste aber als Vierter der Single-Mixed-Staffel an der Seite von Iryna Warwynez eine Medaille nur knapp. Sein bis dahin bestes Individualergebnis erzielte er als 14. des Sprints von Otepää, am Saisonende erzielte er zwei weitere Podestplätze mit Mixedstaffeln. Im Dezember 2017 gab Dozenko in Le Grand-Bornand sein Debüt im Weltcup und belegte den 98. Platz im Sprint, kurz darauf erzielte er in Osrblie sein erstes Top-10-Ergebnis im IBU-Cup.
Nach einer weiteren eher durchschnittlichen Saison erzielte Dozenko im Winter 2019/20 kombiniert seine besten Resultate. Insgesamt lief er 15-mal in die Punkteränge, davon sechs Ergebnisse unter den besten zwanzig und belegte am Ende den 20. Rang in der Gesamtwertung. Mit Ruslan Bryhadyr, Taras Lessjuk und Bohdan Zymbal stieg der Ukrainer im Januar 2021 ein weiteres Mal auf ein IBU-Cup-Podest, zudem realisierte er in Osrblie als Achter des Sprintwettkampfs sein bestes Ergebnis auf dieser Ebene. Zu Beginn der Saison 2021/22 startete er in Östersund nach längerer Zeit wieder im Weltcup, wurde aber nach einem 76. und einem 88. Rang in Einzel und Sprint wieder auf die zweite Rennebene versetzt. Bei den Europameisterschaften 2022 resultierte als Bestergebnis Platz 35 im Verfolger, Saisonbestresultat war in Sjusjøen der elfte Rang des Sprints. Seine letzten internationalen Wettkämpfe als Biathlet bestritt der Ukrainer im Januar 2023 auf der Pokljuka.

### Skilanglauf
Zur Saison 2023/24 wechselte Dozenko zum Skilanglauf. Nachdem er im August und September 2023 zwei Drittel der Rennen des Rollerskiweltcups bestritt und als Bestergebnis dabei einen 14. Rang über 20 Kilometer Freistil erzielte, gab der Ukrainer Ende November in Ruka sein Debüt im Skilanglauf-Weltcup, belegte aber in Sprint und Massenstart nur den vorletzten und letzten Platz. Deutlich erfolgreicher schnitt er im Dezember im Slavic-Cup ab, da er in Štrbské Pleso zwei Podestplätze errang. In seinem Heimatland lief er außerdem in einem FIS-Rennen auf den zweiten Rang. Im Sommer 2024 nahm Dozenko ohne großen Erfolg an mehreren Wettkämpfen des Rollerskiweltcups teil, im folgenden Dezember bestritt er in Toblach drei Rennen im Rahmen der Tour de Ski. Im Slavic Cup kam im Januar 2025 ein weiterer zweiter Platz hinzu.

## Persönliches
Dozenko lebt in Tschernihiw. Er ist der Neffe des mehrfachen Europameisters Andrij Derysemlja.

## Statistiken

### Weltcupplatzierungen (Biathlon)
Die Tabelle zeigt alle Platzierungen (je nach Austragungsjahr einschließlich Olympische Spiele und Weltmeisterschaften).
- 1.–3. Platz: Anzahl der Podiumsplatzierungen
- Top 10: Anzahl der Platzierungen unter den ersten zehn (einschließlich Podium)
- Punkteränge: Anzahl der Platzierungen innerhalb der Punkteränge (einschließlich Podium und Top 10)
- Starts: Anzahl gelaufener Rennen in der jeweiligen Disziplin
- Staffel: inklusive Mixed- und Single-Mixed-Staffeln

| Platzierung               | Einzel | Sprint | Verfolgung | Massenstart | Staffel | Gesamt |
| ------------------------- | ------ | ------ | ---------- | ----------- | ------- | ------ |
| 1. Platz                  |        |        |            |             |         |        |
| 2. Platz                  |        |        |            |             |         |        |
| 3. Platz                  |        |        |            |             |         |        |
| Top 10                    |        |        |            |             |         |        |
| Punkteränge               |        |        |            |             |         |        |
| Starts                    | 1      | 2      |            |             |         | 3      |
| Stand: Saisonende 2021/22 |        |        |            |             |         |        |

### Juniorenweltmeisterschaften
Ergebnisse bei den Juniorenweltmeisterschaften:
| Weltmeisterschaften | Weltmeisterschaften | Einzelwettbewerbe | Einzelwettbewerbe | Einzelwettbewerbe | Herrenstaffel |
| Jahr                | Ort                 | Einzel            | Sprint            | Verfolgung        | Herrenstaffel |
| ------------------- | ------------------- | ----------------- | ----------------- | ----------------- | ------------- |
| 2015                | Minsk               | –                 | 28.               | 27.               | 8.            |

### IBU-Cup-Siege
| Nr. | Datum         | Ort     | Disziplin      |
| --- | ------------- | ------- | -------------- |
| 1.  | 17. Jan. 2016 | Ridnaun | Mixedstaffel 1 |

### Weltcupplatzierungen (Skilanglauf)
Die Tabelle zeigt die erreichten Platzierungen im Einzelnen.
- 1.–3. Platz: Anzahl der Podiumsplatzierungen
- Top 10: Anzahl der Platzierungen unter den ersten zehn
- Punkteränge: Anzahl der Platzierungen innerhalb der Punkteränge
- Starts: Anzahl gelaufener Rennen in der jeweiligen Disziplin
- Hinweis: Bei den Distanzrennen erfolgt die Einordnung gemäß FIS.

| Platzierung               | Distanzrennen a | Distanzrennen a | Distanzrennen a | Distanzrennen a | Distanzrennen a | Skiathlon Verfolgung | Sprint | Etappen- rennen b | Gesamt | Team   | Team    |
| Platzierung               | ≤ 5 km          | ≤ 10 km         | ≤ 15 km         | ≤ 30 km         | > 30 km         | Skiathlon Verfolgung | Sprint | Etappen- rennen b | Gesamt | Sprint | Staffel |
| ------------------------- | --------------- | --------------- | --------------- | --------------- | --------------- | -------------------- | ------ | ----------------- | ------ | ------ | ------- |
| 1. Platz                  |                 |                 |                 |                 |                 |                      |        |                   |        |        |         |
| 2. Platz                  |                 |                 |                 |                 |                 |                      |        |                   |        |        |         |
| 3. Platz                  |                 |                 |                 |                 |                 |                      |        |                   |        |        |         |
| Top 10                    |                 |                 |                 |                 |                 |                      |        |                   |        |        |         |
| Punkteränge               |                 |                 |                 |                 |                 |                      |        |                   |        |        |         |
| Starts                    |                 |                 |                 | 1               |                 |                      | 1      | 1                 | 3      |        |         |
| Stand: Saisonende 2024/25 |                 |                 |                 |                 |                 |                      |        |                   |        |        |         |